# El limpiapiscinas
El limpiapiscinas es una película chilena de 2011 dirigida por José Luis Guridi y escrita por Guridi y Sebastián Badilla. Está protagonizada por Denise Rosenthal, Sebastián Badilla, Fernando Larraín y Justin Page.

## Argumento
Es una comedia romántica que relata la historia romántica de Gustavo Ortiz (Sebastián Badilla), un adolescente ABC1 que producto de la crisis económica de sus padres debe dedicar su verano a limpiar las piscinas de sus vecinos para financiar sus estudios en la Universidad. Este hecho también lo verá como excusa para acercarse a la eterna chica de sus sueños, su vecina y excompañera de curso, Nicole Ivanov (Denise Rosenthal) por lo que intentará conquistarla con la ayuda de personajes tan excéntricos como Patricio Padilla Padilla (Pablo Zúñiga), un fantasma que lo ayudará en su misión, y de paso demostrar que el novio actual de ella no le es fiel.

## Elenco
- Sebastián Badilla como Gustavo Ortiz.
- Denise Rosenthal como Nicole Ivanov.
- Pablo Zúñiga como Patricio Padilla Padilla.
- Fernando Larraín como Federico Ivanov.
- Alejandra Fosalba como Sofía Castro.
- Juan Pablo Flores como Rolando Ortiz.
- Ingrid Isensee como Josefina.
- Justin Page como Felipe Rau.
- Begoña Pessis como Dominga Santamaria.
- Christian Sève como Tomás.
- Silvia Novak como Ingrid.
- Catalina Aguayo como Rita.
- Fernando Godoy como Iñaki.
- Werne Núñez como Sr. Gregorio.
- Natalia Valdebenito como Sra. Gregorio.
- Pato Pimienta como Policía.
- Felipe Avello como Vendedor Pervertido.

## Banda sonora
Denise Rosenthal interpreta el tema central de esta película, Algo viste en mí. 